# Henrique Geraldo Martinho Gereon
Henrique Geraldo Martinho Gereon (* 3. September 1937 in Berlin als Gerhard Gereon) ist ein deutsch-brasilianischer römisch-katholischer Geistlicher.

## Leben
Gereon lebte seit 1951 in Hamburg, wo er mit einem Bruder und zwei Schwestern aufwuchs und 1957 am Sankt-Ansgar-Gymnasium das Abitur ablegte. Von 1957 bis 1961 studierte er Philosophie und Theologie an der Philosophisch-Theologischen Hochschule Sankt Georgen in Frankfurt und wurde am 2. Februar 1963 in der Kirche St. Johann in Osnabrück zum Priester geweiht. Von 1963 bis 1966 war er in Osnabrück als Vikar in St. Joseph tätig.
Nach der Auswanderung nach Brasilien war Gereon im Bundesstaat Piauí tätig: von 1966 bis 1969 als Kaplan in St. Marien in Picos und von 1969 bis 2003 als Pastor in Simplício Mendes. Seit 2003 ist er Pastor in São Francisco de Assis do Piauí. Er besitzt auch die brasilianische Staatsbürgerschaft; nach der Einbürgerung im Jahr 1976 ist sein Name Henrique Geraldo Martinho Gereon.
Am 2. August 1984 wurde Gereon die Ehrenbürgerwürde des Bundesstaates Piauí und am 19. November 2004 das Bundesverdienstkreuz 1. Klasse verliehen, das ihm der deutsche Generalkonsul Walter Weinberger am 17. Februar 2005 in Recife überreichte.